# Campeonato Mundial de Natação em Piscina Curta de 2021
O Campeonato Mundial de Natação em Piscina Curta de 2021 foi a 15ª edição da competição organizada pela Federação Internacional de Natação (FINA). Foi realizada em Abu Dhabi, nos Emirados Árabes Unidos, entre os dias 16 e 21 de dezembro. Contou com a participação de 943 competidores representando 183 territórios.
Estava programado para acontecer originalmente em 2020, mas foi adiado em um ano devido a pandemia de COVID-19.

## Calendário
Um total de 46 eventos foram disputados:
| H | Eliminatórias | SF | Semifinal | F | Final |

| Data →               | Qui 16 | Qui 16 | Sex 17 | Sex 17 | Sáb 18 | Sáb 18 | Dom 19 | Dom 19 | Seg 20 | Seg 20 | Ter 21 | Ter 21 |
| Evento ↓             | M      | N      | M      | N      | M      | N      | M      | N      | M      | N      | M      | N      |
| -------------------- | ------ | ------ | ------ | ------ | ------ | ------ | ------ | ------ | ------ | ------ | ------ | ------ |
| 50 metros livre      |        |        |        |        | H      | SF     |        | F      |        |        |        |        |
| 100 metros livre     |        |        |        |        |        |        |        |        | H      | SF     |        | F      |
| 200 metros livre     |        |        | H      | F      |        |        |        |        |        |        |        |        |
| 400 metros livre     | H      | F      |        |        |        |        |        |        |        |        |        |        |
| 1500 metros livre    |        |        |        |        |        |        |        |        | H      |        |        | F      |
| 50 metros costas     |        |        |        |        | H      | SF     |        | F      |        |        |        |        |
| 100 metros costas    | H      | SF     |        | F      |        |        |        |        |        |        |        |        |
| 200 metros costas    |        |        |        |        |        |        |        |        |        |        | H      | F      |
| 50 metros peito      |        |        |        |        |        |        |        |        | H      | SF     |        | F      |
| 100 metros peito     | H      | SF     |        | F      |        |        |        |        |        |        |        |        |
| 200 metros peito     |        |        |        |        | H      | F      |        |        |        |        |        |        |
| 50 metros borboleta  |        |        |        |        |        |        | H      | SF     |        | F      |        |        |
| 100 metros borboleta |        |        | H      | SF     |        | F      |        |        |        |        |        |        |
| 200 metros borboleta | H      | F      |        |        |        |        |        |        |        |        |        |        |
| 100 metros medley    |        |        |        |        | H      | SF     |        | F      |        |        |        |        |
| 200 metros medley    | H      | F      |        |        |        |        |        |        |        |        |        |        |
| 400 metros medley    |        |        |        |        |        |        |        |        | H      | F      |        |        |
| 4×50 metros livre    |        |        |        |        |        |        | H      | F      |        |        |        |        |
| 4×100 metros livre   | H      | F      |        |        |        |        |        |        |        |        |        |        |
| 4×200 metros livre   |        |        |        |        |        |        | H      | F      |        |        |        |        |
| 4×50 metros medley   |        |        |        |        |        |        |        |        | H      | F      |        |        |
| 4×100 metros medley  |        |        |        |        |        |        |        |        |        |        | H      | F      |

| Data →               | Qui 16 | Qui 16 | Sex 17 | Sex 17 | Sáb 18 | Sáb 18 | Dom 19 | Dom 19 | Seg 20 | Seg 20 | Ter 21 | Ter 21 |
| Evento ↓             | M      | N      | M      | N      | M      | N      | M      | N      | M      | N      | M      | N      |
| -------------------- | ------ | ------ | ------ | ------ | ------ | ------ | ------ | ------ | ------ | ------ | ------ | ------ |
| 50 metros livre      |        |        |        |        |        |        |        |        | H      | SF     |        | F      |
| 100 metros livre     |        |        | H      | SF     |        | F      |        |        |        |        |        |        |
| 200 metros livre     | H      | F      |        |        |        |        |        |        |        |        |        |        |
| 400 metros livre     |        |        |        |        |        |        | H      | F      |        |        |        |        |
| 800 metros livre     |        |        | H      |        |        | F      |        |        |        |        |        |        |
| 50 metros costas     |        |        |        |        |        |        | H      | SF     |        | F      |        |        |
| 100 metros costas    | H      | SF     |        | F      |        |        |        |        |        |        |        |        |
| 200 metros costas    |        |        |        |        | H      | F      |        |        |        |        |        |        |
| 50 metros peito      | H      | SF     |        | F      |        |        |        |        |        |        |        |        |
| 100 metros peito     |        |        |        |        |        |        | H      | SF     |        | F      |        |        |
| 200 metros peito     |        |        |        |        |        |        |        |        |        |        | H      | F      |
| 50 metros borboleta  |        |        |        |        | H      | SF     |        | F      |        |        |        |        |
| 100 metros borboleta |        |        |        |        |        |        |        |        | H      | SF     |        | F      |
| 200 metros borboleta |        |        | H      | F      |        |        |        |        |        |        |        |        |
| 100 metros medley    |        |        |        |        | H      | SF     |        | F      |        |        |        |        |
| 200 metros medley    |        |        |        |        |        |        |        |        | H      | F      |        |        |
| 400 metros medley    | H      | F      |        |        |        |        |        |        |        |        |        |        |
| 4×50 metros livre    |        |        |        |        |        |        |        |        |        |        | H      | F      |
| 4×100 metros livre   | H      | F      |        |        |        |        |        |        |        |        |        |        |
| 4×200 metros livre   |        |        |        |        |        |        |        |        | H      | F      |        |        |
| 4×50 metros medley   |        |        | H      | F      |        |        |        |        |        |        |        |        |
| 4×100 metros medley  |        |        |        |        |        |        |        |        |        |        | H      | F      |

| Data →             | Qui 16 | Qui 16 | Sex 17 | Sex 17 | Sáb 18 | Sáb 18 | Dom 19 | Dom 19 | Seg 20 | Seg 20 | Ter 21 | Ter 21 |
| Evento ↓           | M      | N      | M      | N      | M      | N      | M      | N      | M      | N      | M      | N      |
| ------------------ | ------ | ------ | ------ | ------ | ------ | ------ | ------ | ------ | ------ | ------ | ------ | ------ |
| 4×50 metros livre  |        |        | H      | F      |        |        |        |        |        |        |        |        |
| 4×50 metros medley |        |        |        |        | H      | F      |        |        |        |        |        |        |

## Medalhistas

### Masculino
| Evento                   | Ouro | Ouro      | Prata | Prata    | Bronze | Bronze   |
| 50 m livre detalhes      | Ben Proud · Grã-Bretanha | 20.45     | Ryan Held · Estados Unidos | 20.70    | Joshua Liendo · Canadá | 20.76    |
| 100 m livre detalhes     | Alessandro Miressi · Itália | 45.57     | Ryan Held · Estados Unidos | 45.63    | Joshua Liendo · Canadá | 45.82    |
| 200 m livre detalhes     | Hwang Sun-woo Coreia do Sul | 1:41.60   | Aleksandr Shchegolev Federação Russa de Natação | 1:41.63  | Danas Rapšys · Lituânia | 1:41.73  |
| 400 m livre detalhes     | Felix Auböck · Áustria | 3:35.90   | Danas Rapšys · Lituânia | 3:36.23  | Antonio Djakovic · Suíça | 3:36.83  |
| 1500 m livre detalhes    | Florian Wellbrock · Alemanha | 14:06.88  | Ahmed Hafnaoui · Tunísia | 14:10.94 | Mykhailo Romanchuk · Ucrânia | 14:11.47 |
| 50 m costas detalhes     | Kliment Kolesnikov Federação Russa de Natação | 22.66     | Christian Diener · Alemanha Lorenzo Mora · Itália | 22.90    | nenhum | nenhum   |
| 100 m costas detalhes    | Shaine Casas · Estados Unidos | 49.23     | Kliment Kolesnikov Federação Russa de Natação | 49.46    | Robert Glință · Romênia | 49.60    |
| 200 m costas detalhes    | Radosław Kawęcki · Polónia | 1:48.68   | Shaine Casas · Estados Unidos | 1:48.81  | Christian Diener · Alemanha | 1:48.97  |
| 50 m peito detalhes      | Nic Fink · Estados Unidos | 25.53     | Nicolò Martinenghi · Itália | 25.55    | João Gomes Júnior · Brasil | 25.80    |
| 100 m peito detalhes     | Ilya Shymanovich · Bielorrússia | 55.70     | Nicolò Martinenghi · Itália | 55.80    | Nic Fink · Estados Unidos | 55.87    |
| 200 m peito detalhes     | Nic Fink · Estados Unidos | 2:02.28   | Arno Kamminga · Países Baixos | 2:02.42  | Will Licon · Estados Unidos | 2:02.84  |
| 50 m borboleta detalhes  | Nicholas Santos · Brasil | 21.93     | Dylan Carter · Trinidad e Tobago | 21.98    | Matteo Rivolta · Itália | 22.02    |
| 100 m borboleta detalhes | Matteo Rivolta · Itália | 48.87     | Chad le Clos · África do Sul | 49.04    | Andrey Minakov Federação Russa de Natação | 49.21    |
| 200 m borboleta detalhes | Alberto Razzetti · Itália | 1:49.06   | Noè Ponti · Suíça | 1:49.81  | Chad le Clos · África do Sul | 1:49.84  |
| 100 m medley detalhes    | Kliment Kolesnikov Federação Russa de Natação | 51.09     | Tomoe Hvas · Noruega | 51.35    | Thomas Ceccon · Itália | 51.40    |
| 200 m medley detalhes    | Daiya Seto · Japão | 1:51.15   | Carson Foster · Estados Unidos | 1:51.35  | Alberto Razzetti · Itália | 1:51.54  |
| 400 m medley detalhes    | Daiya Seto · Japão | 3:56.26   | Ilya Borodin Federação Russa de Natação | 3:56.47  | Carson Foster · Estados Unidos | 3:57.99  |
| 4x50 m livre detalhes    | Leonardo Deplano (21.37) · Lorenzo Zazzeri (20.42) · Manuel Frigo (21.21) · Alessandro Miressi (20.61) · Itália | 1:23.61   | Andrey Minakov (21.14) Vladimir Morozov (20.61) Vladislav Grinev (20.72) Aleksandr Shchegolev (21.28) Daniil Markov[a] Federação Russa de Natação                               | 1:23.75  | Jesse Puts (21.30) · Stan Pijnenburg (20.91) · Kenzo Simons (21.16) · Thom de Boer (20.41) · Thomas Verhoeven[a] · Países Baixos                                                                                    | 1:23.78  |
| 4x100 m livre detalhes   | Kliment Kolesnikov (46.44) Andrey Minakov (45.61) Vladislav Grinev (45.87) Aleksandr Shchegolev (45.53) Vladimir Morozov[a] Daniil Markov[a] Federação Russa de Natação | 3:03.45   | Alessandro Miressi (46.12) · Thomas Ceccon (45.71) · Leonardo Deplano (45.98) · Lorenzo Zazzeri (45.80) · Manuel Frigo[a] · Itália                                              | 3:03.61  | Ryan Held (45.75) · Hunter Tapp (46.78) · Shaine Casas (46.50) · Zach Apple (46.39) · Tom Shields[a] · Estados Unidos                                                                                               | 3:05.42  |
| 4x200 m livre detalhes   | Kieran Smith (1:41.79) · Trenton Julian (1:41.35) · Carson Foster (1:41.65) · Ryan Held (1:42.21) · Hunter Tapp[a] · Zach Harting[a] · Estados Unidos | 6:47.00   | Vladislav Grinev (1:43.18) Aleksandr Shchegolev (1:40.86) Mikhail Vekovishchev (1:42.16) Ivan Girev (1:42.92) Nikolay Snegirev[a] Daniil Shatalov[a] Federação Russa de Natação | 6:49.12  | Fernando Scheffer (1:42.51) · Murilo Sartori (1:42.07) · Kaique Alves (1:43.15) · Breno Correia (1:41.87) · Leonardo Coelho Santos[a] · Brasil                                                                      | 6:49.60  |
| 4x50 m medley detalhes   | Kliment Kolesnikov (22.76) · Kirill Strelnikov (25.62) · Andrey Minakov (21.76) · Vladimir Morozov (20.37) · Pavel Samusenko[a] · Andrey Nikolaev[a] · Oleg Kostin[a] · Aleksandr Shchegolev[a] · Federação Russa de Natação Shaine Casas (23.11) · Nic Fink (25.13) · Tom Shields (21.75) · Ryan Held (20.52) · Will Licon[a] · Trenton Julian[a] · Zach Apple[a] · Estados Unidos | 1:30.51 = | nenhum | nenhum   | Lorenzo Mora (23.24) · Nicolò Martinenghi (25.30) · Matteo Rivolta (21.95) · Lorenzo Zazzeri (20.29) · Michele Lamberti[a] · Thomas Ceccon[a] · Itália                                                              | 1:30.78  |
| 4x100 m medley detalhes  | Lorenzo Mora (50.34) · Nicolò Martinenghi (55.94) · Matteo Rivolta (48.43) · Alessandro Miressi (45.05) · Thomas Ceccon[a] · Alberto Razzetti[a] · Lorenzo Zazzeri[a] · Itália | 3:19.76   | Shaine Casas (50.44) · Nic Fink (55.27) · Trenton Julian (49.36) · Ryan Held (45.43) · Hunter Tapp[a] · Will Licon[a] · Zach Apple[a] · Estados Unidos                          | 3:20.50  | Kliment Kolesnikov (49.47) Danil Semianinov (57.06) Andrey Minakov (48.81) Aleksandr Shchegolev (45.31) Pavel Samusenko[a] Alexander Zhigalov[a] Roman Shevliakov[a] Vladislav Grinev[a] Federação Russa de Natação | 3:20.65  |

### Feminino
| Evento                   | Ouro | Ouro      | Prata | Prata   | Bronze | Bronze  |
| 50 m livre detalhes      | Sarah Sjöström · Suécia | 23.08     | Ranomi Kromowidjojo · Países Baixos | 23.31   | Katarzyna Wasick · Polônia | 23.40   |
| 100 m livre detalhes     | Siobhán Haughey · Hong Kong | 50.98     | Sarah Sjöström · Suécia | 51.31   | Abbey Weitzeil · Estados Unidos | 51.64   |
| 200 m livre detalhes     | Siobhán Haughey · Hong Kong | 1:50.31   | Rebecca Smith · Canadá | 1:52.24 | Paige Madden · Estados Unidos | 1:53.01 |
| 400 m livre detalhes     | Li Bingjie · China | 3:55.83   | Summer McIntosh · Canadá | 3:57.87 | Siobhán Haughey · Hong Kong | 3:58.12 |
| 800 m livre detalhes     | Li Bingjie · China | 8:02.90   | Anastasiya Kirpichnikova Federação Russa de Natação | 8:06.44 | Simona Quadarella · Itália | 8:07.99 |
| 50 m costas detalhes     | Maggie Mac Neil · Canadá | 25.27     | Kylie Masse · Canadá | 25.62   | Louise Hansson · Suécia | 25.86   |
| 100 m costas detalhes    | Louise Hansson · Suécia | 55.20     | Kylie Masse · Canadá | 55.22   | Katharine Berkoff · Estados Unidos | 55.40   |
| 200 m costas detalhes    | Rhyan White · Estados Unidos | 2:01.58   | Kylie Masse · Canadá | 2:02.07 | Isabelle Stadden · Estados Unidos | 2:02.20 |
| 50 m peito detalhes      | Anastasia Gorbenko · Israel | 29.34     | Benedetta Pilato · Itália | 29.50   | Sophie Hansson · Suécia | 29.55   |
| 100 m peito detalhes     | Tang Qianting · China | 1:03.47   | Sophie Hansson · Suécia | 1:03.50 | Mona McSharry · Irlanda | 1:03.92 |
| 200 m peito detalhes     | Emily Escobedo · Estados Unidos | 2:17.85   | Evgeniia Chikunova Federação Russa de Natação | 2:17.88 | Molly Renshaw · Grã-Bretanha | 2:17.96 |
| 50 m borboleta detalhes  | Ranomi Kromowidjojo · Países Baixos | 24.44     | Sarah Sjöström · Suécia | 24.51   | Claire Curzan · Estados Unidos | 24.55   |
| 100 m borboleta detalhes | Maggie Mac Neil · Canadá | 55.04     | Louise Hansson · Suécia | 55.10   | Claire Curzan · Estados Unidos | 55.39   |
| 200 m borboleta detalhes | Zhang Yufei · China | 2:03.01   | Charlotte Hook · Estados Unidos | 2:04.35 | Lana Pudar · Bósnia e Herzegovina | 2:04.88 |
| 100 m medley detalhes    | Anastasia Gorbenko · Israel | 57.80     | Béryl Gastaldello · França | 57.96   | Maria Kameneva Federação Russa de Natação | 58.15   |
| 200 m medley detalhes    | Sydney Pickrem · Canadá | 2:04.29   | Yu Yiting · China | 2:04.48 | Kate Douglass · Estados Unidos | 2:04.68 |
| 400 m medley detalhes    | Tessa Cieplucha · Canadá | 4:25.55   | Ellen Walshe · Irlanda | 4:26.52 | Melanie Margalis · Estados Unidos | 4:26.63 |
| 4x50 m livre detalhes    | Abbey Weitzeil (23.59) · Claire Curzan (23.40) · Katharine Berkoff (23.81) · Kate Douglass (23.42) · Torri Huske[a] · Estados Unidos | 1:34.22   | Sarah Sjöström (23.33) · Michelle Coleman (23.38) · Sara Junevik (24.02) · Louise Hansson (23.81) · Hanna Rosvall[a] · Suécia                                              | 1:34.54 | Kim Busch (24.29) · Maaike de Waard (23.71) · Kira Toussaint (24.01) · Ranomi Kromowidjojo (22.88) · Marrit Steenbergen[a] · Tessa Giele[a] · Países Baixos | 1:34.89 |
| 4x100 m livre detalhes   | Kate Douglass (52.39) · Claire Curzan (52.25) · Katharine Berkoff (52.38) · Abbey Weitzeil (51.50) · Torri Huske[a] · Estados Unidos Kayla Sanchez (51.73) · Maggie Mac Neil (52.07) · Rebecca Smith (52.11) · Katerine Savard (52.61) · Bailey Andison[a] · Canadá | 3:28.52   | nenhum | nenhum  | Sarah Sjöström (51.45) · Michelle Coleman (52.06) · Sophie Hansson (53.41) · Louise Hansson (51.88) · Sara Junevik[a] · Suécia                              | 3:28.80 |
| 4x200 m livre detalhes   | Summer McIntosh (1:54.30) · Kayla Sanchez (1:52.97) · Katerine Savard (1:54.01) · Rebecca Smith (1:51.68) · Tessa Cieplucha[a] · Sydney Pickrem[a] · Canadá | 7:32.96   | Torri Huske (1:54.72) · Abbey Weitzeil (1:54.31) · Melanie Margalis (1:54.83) · Paige Madden (1:52.67) · Katharine Berkoff[a] · Emma Weyant[a] · Estados Unidos            | 7:36.53 | Li Bingjie (1:53.42) · Cheng Yujie (1:54.91) · Zhu Menghui (1:55.73) · Liu Yaxin (1:55.86) · China                                                          | 7:39.92 |
| 4x50 m medley detalhes   | Louise Hansson (25.91) · Sophie Hansson (29.07) · Sarah Sjöström (23.96) · Michelle Coleman (23.44) · Hanna Rosvall[a] · Emelie Fast[a] · Suécia | 1:42.38 = | Rhyan White (26.33) · Lydia Jacoby (29.62) · Claire Curzan (24.56) · Abbey Weitzeil (23.10) · Katharine Berkoff[a] · Emily Escobedo[a] · Kate Douglass[a] · Estados Unidos | 1:43.61 | Kira Toussaint (26.08) · Kim Busch (30.59) · Maaike de Waard (24.51) · Ranomi Kromowidjojo (22.85) · Tessa Giele[a] · Países Baixos                         | 1:44.03 |
| 4x100 m medley detalhes  | Louise Hansson (56.25) · Sophie Hansson (1:03.70) · Sarah Sjöström (54.65) · Michelle Coleman (51.60) · Hanna Rosvall[a] · Emelie Fast[a] · Suécia | 3:46.20   | Kylie Masse (55.76) · Sydney Pickrem (1:04.97) · Maggie Mac Neil (55.30) · Kayla Sanchez (51.33) · Katerine Savard[a] · Summer McIntosh[a] · Canadá                        | 3:47.36 | Peng Xuwei (57.12) · Tang Qianting (1:03.25) · Zhang Yufei (54.93) · Cheng Yujie (52.11) · Wan Letian[a] · Yu Yiting[a] · Zhu Jiaming[a] · China            | 3:47.41 |

### Misto
| Evento                 | Ouro | Ouro    | Prata | Prata   | Bronze | Bronze  |
| 4x50 m livre detalhes  | Joshua Liendo (20.94) · Yuri Kisil (20.99) · Kayla Sanchez (23.51) · Maggie Mac Neil (23.11) · Rebecca Smith[a] · Katerine Savard[a] · Canadá                           | 1:28.55 | Jesse Puts (21.33) · Thom de Boer (20.35) · Ranomi Kromowidjojo (22.97) · Kira Toussaint (23.96) · Kenzo Simons[a] · Países Baixos                  | 1:28.61 | Vladimir Morozov (21.17) Andrey Minakov (20.95) Maria Kameneva (23.17) Arina Surkova (23.68) Daniil Markov[a] Rozaliya Nasretdinova[a] Federação Russa de Natação                | 1:28.97 |
| 4x50 m medley detalhes | Kira Toussaint (26.21) · Arno Kamminga (25.40) · Ranomi Kromowidjojo (24.36) · Thom de Boer (20.23) · Tessa Giele[a] · Nyls Korstanje[a] · Kim Busch[a] · Países Baixos | 1:36.20 | Shaine Casas (23.16) · Nic Fink (25.82) · Claire Curzan (24.85) · Abbey Weitzeil (23.21) · Kate Douglass[a] · Katharine Berkoff[a] · Estados Unidos | 1:37.04 | Lorenzo Mora (23.28) · Nicolò Martinenghi (25.60) · Elena Di Liddo (24.91) · Silvia Di Pietro (23.50) · Michele Lamberti[a] · Benedetta Pilato[a] · Leonardo Deplano[a] · Itália | 1:37.29 |

a  Nadadores que participaram apenas nas eliminatórias e receberam medalhas.

## Quadro de medalhas
Nação anfitriã
| Ordem | País                       | Medalha de ouro | Medalha de prata | Medalha de bronze | Total |
| ----- | -------------------------- | --------------- | ---------------- | ----------------- | ----- |
| 1     | Estados Unidos             | 9               | 9                | 12                | 30    |
| 2     | Canadá                     | 7               | 6                | 2                 | 15    |
| 3     | Itália                     | 5               | 5                | 6                 | 16    |
| 4     | Federação Russa de Natação | 4               | 7                | 4                 | 15    |
| 5     | Suécia                     | 4               | 5                | 3                 | 12    |
| 6     | China                      | 4               | 1                | 2                 | 7     |
| 7     | Países Baixos              | 2               | 3                | 3                 | 8     |
| 8     | Hong Kong                  | 2               | 0                | 1                 | 3     |
| 9     | Israel                     | 2               | 0                | 0                 | 2     |
| 9     | Japão                      | 2               | 0                | 0                 | 2     |
| 11    | Alemanha                   | 1               | 1                | 1                 | 3     |
| 12    | Brasil                     | 1               | 0                | 2                 | 3     |
| 13    | Grã-Bretanha               | 1               | 0                | 1                 | 2     |
| 13    | Polônia                    | 1               | 0                | 1                 | 2     |
| 15    | Áustria                    | 1               | 0                | 0                 | 1     |
| 15    | Bielorrússia               | 1               | 0                | 0                 | 1     |
| 15    | Coreia do Sul              | 1               | 0                | 0                 | 1     |
| 18    | África do Sul              | 0               | 1                | 1                 | 2     |
| 18    | Irlanda                    | 0               | 1                | 1                 | 2     |
| 18    | Lituânia                   | 0               | 1                | 1                 | 2     |
| 18    | Suíça                      | 0               | 1                | 1                 | 2     |
| 22    | França                     | 0               | 1                | 0                 | 1     |
| 22    | Noruega                    | 0               | 1                | 0                 | 1     |
| 22    | Trinidad e Tobago          | 0               | 1                | 0                 | 1     |
| 22    | Tunísia                    | 0               | 1                | 0                 | 1     |
| 26    | Bósnia e Herzegovina       | 0               | 0                | 1                 | 1     |
| 26    | Romênia                    | 0               | 0                | 1                 | 1     |
| 26    | Ucrânia                    | 0               | 0                | 1                 | 1     |
| Total | Total                      | 48              | 45               | 45                | 138   |

Legenda
| Recorde mundial       | Recorde mundial (World record)               |                       | Recorde africano                      | Recorde africano (African) |                                           | Q | Classificado por posição (Qualified) |
| Recorde do campeonato | Recorde do campeonato (Championship record)  | Recorde da América    | Recorde da América (Americas)         | q                          | Classificado por melhor tempo (Qualified) |   |                                      |
| Melhor marca do ano   | Melhor marca do ano (World leading)          | Recorde asiático      | Recorde asiático (Asian)              | DNS                        | Não largou (Did not start)                |   |                                      |
| Recorde nacional      | Recorde nacional (National record)           | Recorde europeu       | Recorde europeu (European)            | DNF                        | Não terminou (Did not finish)             |   |                                      |
| Recorde pessoal       | Recorde pessoal do atleta (Personal best)    | Recorde da Oceania    | Recorde da Oceania (Oceania)          | DSQ / DQ                   | Desclassificado (Disqualified)            |   |                                      |
| Recorde da temporada  | Recorde da temporada do atleta (Season best) | Recorde sul-americano | Recorde sul-americano (South America) | NM                         | Sem marca (No mark)                       |   |                                      |